# Caius Aquillius Florus
Caius Aquillius Florus est un homme politique et général de la République romaine, consul en 259 av. J.-C.

## Famille
Il est membre de la gens Aquillia, fils d'un Marcus Aquillius et petit-fils d'un Caius Aquillius. Son nom complet est Caius Aquillius M.f. C.n. Florius.

## Biographie

### Consulat (259)
Il devient consul en 259 av. J.-C., durant la première guerre punique, avec Lucius Cornelius Scipio pour collègue. Affecté à la Sicile, il a pour mission d'observer et de contenir les mouvements des troupes carthaginoises du général Hamilcar durant l'automne et l'hiver.

### Proconsulat (258)
L'année suivante, le commandement militaire de Florus est prorogé en tant que proconsul de Sicile. Il poursuit le siège de Mytistratum, place forte tenue par les Carthaginois. Après un siège de sept mois et grâce au concours des légions du consul Aulus Atilius Calatinus, Florus parvient à s'emparer de la forteresse. Les occupants sont tués ou vendus comme esclaves. Il célèbre à Rome en octobre 258 av. J.-C. un triomphe pour cette victoire.